# 2944 Пейо
2944 Пейо (2944 Peyo) — астероїд головного поясу, відкритий 31 серпня 1935 року.
Тіссеранів параметр щодо Юпітера — 3,347.
Названий на честь бельгійського художника П'єра Кюлліфора на прізвисько «Пейо», автора серії «Смурфи».